# Senegalschwalbe
Die Senegalschwalbe (Cecropis senegalensis, Syn.: Hirundo senegalensis) ist eine 18–23 Zentimeter große Vogelart aus der Familie der Schwalben.

## Aussehen

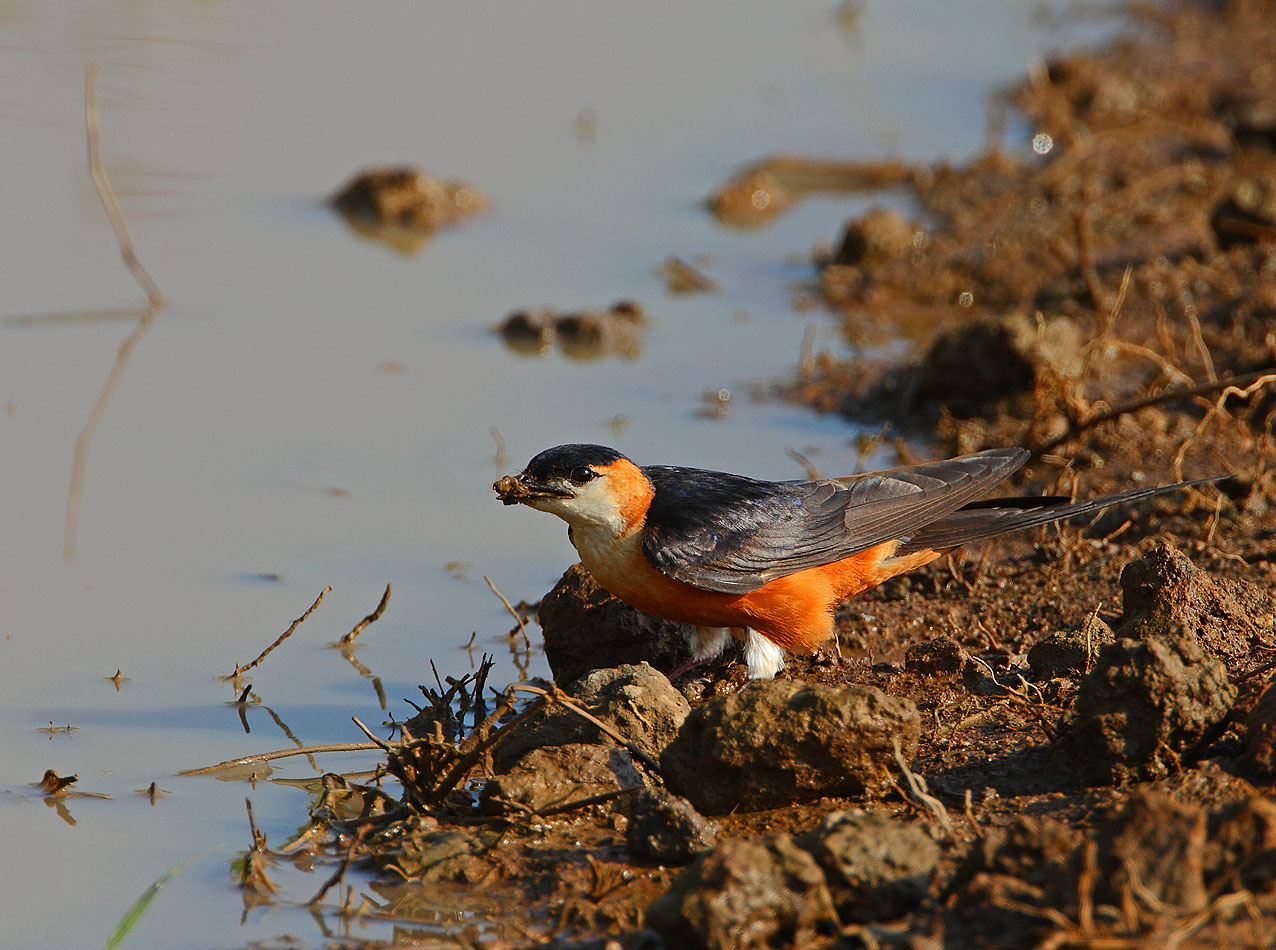
Senegalschwalbe

Diese Art hat ein schwarzes Rückengefieder. Die Stirn, der Nacken, die Flügel, die Beine und der am Ende gespaltene Schwanz sind ebenfalls schwarz. Die Kehle und der Bereich unterhalb der Augen sind weiß. Der Schnabel ist grau. Auffällig sind der rote Bauch, ein schmaler länglicher rötlicher Bereich hinter dem Auge und der untere rote Teil des Rückens vor dem Schwanz. Die Flügel sind sehr lang und werden zur abgerundeten Flügelspitze hin schmaler.

## Verbreitung und Lebensraum

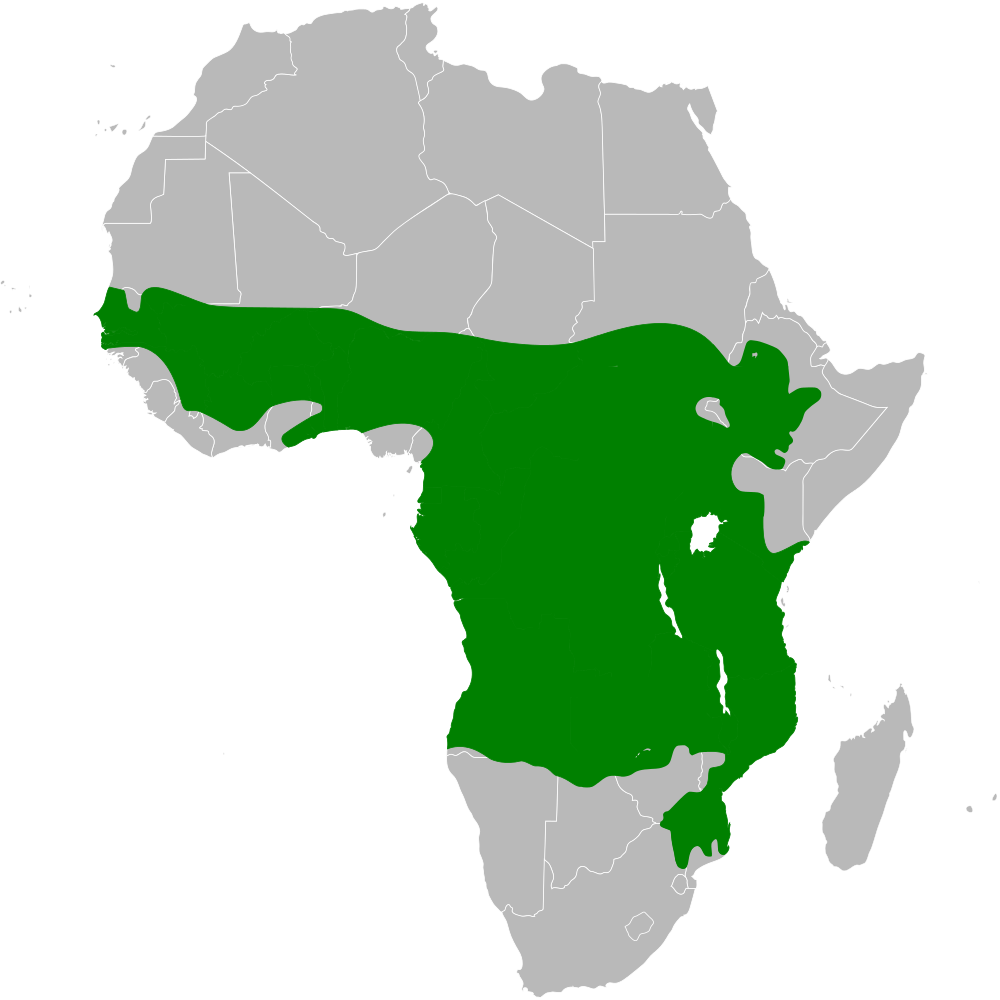
Verbreitungsgebiet (grün) der Senegalschwalbe

Diese Art kommt in drei Unterarten in Zentralafrika von Senegal bis Kenia vor. Die Senegalschwalbe bevorzugt offene Wälder und Savannen mit lockerem Baumbestand.

## Lebensweise
Diese Art lebt in kleineren Gruppen. Ihre Nahrung Insekten fängt sie im Flug. Das Flugbild beim Beutefang ähnelt dem von Greifvögeln. Die Lebenserwartung der Senegalschwalbe beträgt ca. vier Jahre.

## Fortpflanzung
Das Nest aus Schlamm wird in Baumhöhlen, Mauer- und Felsspalten angelegt. Dieses wird mit Federn ausgepolstert. Das Gelege umfasst 3–4 weiße Eier. Das Brutgeschäft übernimmt das Weibchen allein. Nach 15 Tagen schlüpfen die Jungen und werden von beiden Elternteilen weitere drei Wochen im Nest mit Futter versorgt. Nachdem die Jungen das Nest verlassen haben, versorgen die Altvögel die Jungen noch zehn Tage lang mit Futter.

## Gefährdung
Aufgrund ihrer weiten Verbreitung und weil für diese Art keine Gefährdungen bekannt sind, stuft die IUCN diese Art als nicht gefährdet (Least Concern) ein.